# Сесто-ед-Уніті
Сесто-ед-Уніті (італ. Sesto ed Uniti) — муніципалітет в Італії, у регіоні Ломбардія,  провінція Кремона.
Сесто-ед-Уніті розташоване на відстані близько 420 км на північний захід від Рима, 65 км на південний схід від Мілана, 11 км на північний захід від Кремони.

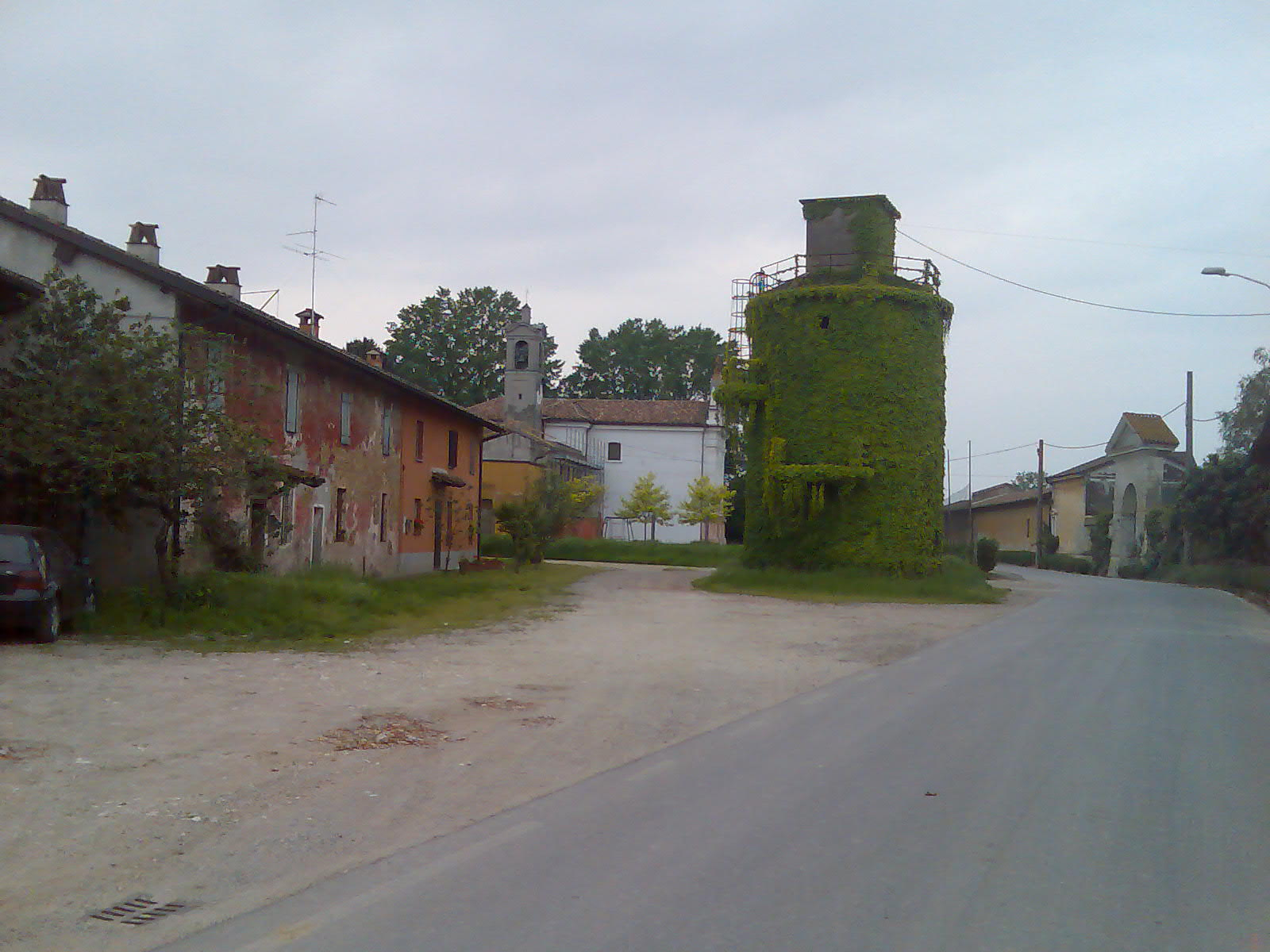

Населення — 3138 осіб (2014).

## Демографія
Населення за роками:

Станом на 1 січня 2023 року в муніципалітеті офіційно проживало 356 іноземців з 41 країни, серед них 67 громадян країн Євросоюзу та 4 громадяни України.

## Сусідні муніципалітети
- Аккуанегра-Кремонезе
- Аннікко
- Кастельверде
- Кремона
- Грумелло-Кремонезе-ед-Уніті
- Падерно-Понк'єллі
- Спінадеско